# World Team Trophy 2017
Die World Team Trophy 2017 fand vom 20. bis 23. April 2017 in der Nationalen Sporthalle Yoyogi in der japanischen Hauptstadt Tokio statt.

## Teilnehmer
| Nation              | Herren                        | Damen                                 | Paare                                   | Eistänzer                            |
| ------------------- | ----------------------------- | ------------------------------------- | --------------------------------------- | ------------------------------------ |
| Kanada              | Patrick Chan Kevin Reynolds   | Alaine Chartrand Gabrielle Daleman    | Kirsten Moore-Towers / Michael Marinaro | Kaitlyn Weaver / Andrew Poje         |
| Volksrepublik China | Jin Boyang Li Tangxu          | Li Xiangning Li Zijun                 | Peng Cheng / Jin Yang                   | Wang Shiyue / Liu Xinyu              |
| Frankreich          | Kévin Aymoz Chafik Besseghier | Laurine Lecavelier Maé-Bérénice Méité | Vanessa James / Morgan Ciprès           | Marie-Jade Lauriault / Romain Le Gac |
| Japan               | Yuzuru Hanyu Shoma Uno        | Wakaba Higuchi Mai Mihara             | Sumire Suto / Francis Boudreau Audet    | Kana Muramoto / Chris Reed           |
| Russland            | Michail Koljada Maxim Kowtun  | Jewgenija Medwedewa Jelena Radionowa  | Jewgenija Tarassowa / Wladimir Morosow  | Jekaterina Bobrowa / Dmitri Solowjow |
| Vereinigte Staaten  | Jason Brown Nathan Chen       | Karen Chen Ashley Wagner              | Ashley Cain / Timothy Leduc             | Madison Chock / Evan Bates           |

## Ergebnisse

### Endergebnis
| Rang | Nation              | Punkte |
| ---- | ------------------- | ------ |
| 1    | Japan               | 109    |
| 2    | Russland            | 105    |
| 3    | Vereinigte Staaten  | 97     |
| 4    | Kanada              | 87     |
| 5    | Volksrepublik China | 80     |
| 6    | Frankreich          | 62     |

### Herren
| Rang | Name              | Nation              | Punkte | KP | KP     | Kür | Kür    | Teampunkte |
| ---- | ----------------- | ------------------- | ------ | -- | ------ | --- | ------ | ---------- |
| 1    | Shoma Uno         | Japan               | 302,02 | 1  | 103,53 | 2   | 198,49 | 23         |
| 2    | Nathan Chen       | Vereinigte Staaten  | 284,52 | 2  | 99,28  | 4   | 185,24 | 20         |
| 3    | Yuzuru Hanyu      | Japan               | 284,00 | 7  | 83,51  | 1   | 200,49 | 18         |
| 4    | Michail Koljada   | Russland            | 279,41 | 4  | 95,37  | 5   | 184,04 | 17         |
| 5    | Patrick Chan      | Kanada              | 276,46 | 6  | 85,73  | 3   | 190,74 | 17         |
| 6    | Jason Brown       | Vereinigte Staaten  | 273,67 | 5  | 94,32  | 6   | 179,35 | 15         |
| 7    | Jin Boyang        | Volksrepublik China | 270,61 | 3  | 97,98  | 7   | 174,63 | 16         |
| 8    | Chafik Besseghier | Frankreich          | 239,39 | 8  | 81,93  | 8   | 157,46 | 10         |
| 9    | Maxim Kowtun      | Russland            | 212,91 | 11 | 64,62  | 10  | 148,29 | 5          |
| 10   | Kevin Reynolds    | Kanada              | 212,29 | 12 | 61,88  | 9   | 150,41 | 5          |
| 11   | Kévin Aymoz       | Frankreich          | 194,66 | 9  | 67,23  | 11  | 127,43 | 6          |
| 12   | Li Tangxu         | Volksrepublik China | 190,56 | 10 | 65,24  | 12  | 125,32 | 4          |

### Damen
| Rang | Name                | Nation              | Punkte | KP | KP    | Kür | Kür    | Teampunkte |
| ---- | ------------------- | ------------------- | ------ | -- | ----- | --- | ------ | ---------- |
| 1    | Jewgenija Medwedewa | Russland            | 241,31 | 1  | 80.85 | 1   | 160,46 | 24         |
| 2    | Mai Mihara          | Japan               | 218,27 | 3  | 72,10 | 2   | 146,17 | 21         |
| 3    | Wakaba Higuchi      | Japan               | 216,71 | 5  | 71,41 | 3   | 145,30 | 18         |
| 4    | Gabrielle Daleman   | Kanada              | 214,15 | 4  | 71,74 | 4   | 142,41 | 18         |
| 5    | Jelena Radionowa    | Russland            | 209,29 | 2  | 72,21 | 5   | 137,08 | 19         |
| 6    | Ashley Wagner       | Vereinigte Staaten  | 204,01 | 6  | 70,75 | 6   | 133,26 | 14         |
| 7    | Li Zijun            | Volksrepublik China | 188,06 | 9  | 59,76 | 7   | 128,30 | 10         |
| 8    | Li Xiangning        | Volksrepublik China | 179,42 | 7  | 63,81 | 8   | 115,61 | 11         |
| 9    | Karen Chen          | Vereinigte Staaten  | 168,95 | 8  | 60,33 | 9   | 108,62 | 9          |
| 10   | Alaine Chartrand    | Kanada              | 166,28 | 10 | 59,13 | 11  | 107,15 | 5          |
| 11   | Laurine Lecavelier  | Frankreich          | 161,58 | 11 | 54,15 | 10  | 107,43 | 5          |
| 12   | Maé-Bérénice Méité  | Frankreich          | 154,69 | 12 | 49,11 | 12  | 105,58 | 2          |

### Paare
| Rang | Name                                    | Nation              | Punkte | KP | KP    | Kür | Kür    | Teampunkte |
| ---- | --------------------------------------- | ------------------- | ------ | -- | ----- | --- | ------ | ---------- |
| 1    | Vanessa James / Morgan Ciprès           | Frankreich          | 222,59 | 1  | 75,72 | 1   | 146,87 | 24         |
| 2    | Jewgenija Tarassowa / Wladimir Morosow  | Russland            | 208,75 | 4  | 66,37 | 2   | 142,38 | 20         |
| 3    | Peng Cheng / Jin Yang                   | Volksrepublik China | 204,49 | 2  | 71,36 | 3   | 133,13 | 21         |
| 4    | Kirsten Moore-Towers / Michael Marinaro | Kanada              | 199,65 | 3  | 69,56 | 4   | 130,09 | 19         |
| 5    | Ashley Cain / Timothy Leduc             | Vereinigte Staaten  | 163,80 | 5  | 59,57 | 5   | 104,23 | 16         |
| 6    | Sumire Suto / Francis Boudreau Audet    | Japan               | 152,41 | 6  | 54,84 | 6   | 97,57  | 14         |

### Eistanz
| Rang | Name                                 | Nation              | Punkte | KT | KT    | Kür | Kür    | Teampunkte |
| ---- | ------------------------------------ | ------------------- | ------ | -- | ----- | --- | ------ | ---------- |
| 1    | Kaitlyn Weaver / Andrew Poje         | Kanada              | 190,56 | 2  | 76,73 | 1   | 113,83 | 23         |
| 2    | Madison Chock / Evan Bates           | Vereinigte Staaten  | 189,01 | 1  | 79,05 | 2   | 109,96 | 23         |
| 3    | Jekaterina Bobrowa / Dmitri Solowjow | Russland            | 173,49 | 3  | 68,94 | 3   | 104,55 | 20         |
| 4    | Wang Shiyue / Liu Xinyu              | Volksrepublik China | 158,36 | 4  | 64,03 | 4   | 94,33  | 18         |
| 5    | Kana Muramoto / Chris Reed           | Japan               | 156,45 | 5  | 63,77 | 6   | 92,68  | 15         |
| 6    | Marie-Jade Lauriault / Romain Le Gac | Frankreich          | 154,36 | 6  | 61,44 | 5   | 92,92  | 15         |